# Project Silence
Pour plus de détails, voir Fiche technique et Distribution.
Project Silence (hangeul : 탈출: 프로젝트 사일런스 ; hanja : 脫出: 프로젝트 사일런스 ; RR : Talchul: peulojegteu sailleonseu ; litt. « Évasion : projet silence ») est un film sud-coréen réalisé par Kim Tae-gon et sorti en 2023.
Il est sélectionné hors compétition dans la section « Séances de minuit » au festival de Cannes 2023.

## Synopsis
Alors que Cha Jeong-won et sa fille Kyeong-min arrivent bientôt à l'aéroport international d'Incheon, en pleine soirée, un épais brouillard sème un immense carambolage sur le pont d'Incheon. Ils se trouvent coincés, avec d'autres personnes blessées, devant les choses qui s'aggravent. Le pont menace de s'effondrer et une meute de chiens militaires terrifiants s'échappent d'un convoi du Project Silence avant de s'attaquer aux humains. Cha Jeong-won, sa fille, un dépanneur venu apporter de l'aide et les autres survivants devront passer la nuit sur un pont sans issue et extrêmement dangereux.

## Fiche technique
Sauf indication contraire ou complémentaire, les informations mentionnées dans cette section peuvent être confirmées par la base de données de KMDb
- Titre original : 탈출: 프로젝트 사일런스
- Titre provisoire : Silence (사일런스)[6],[7]
- Titre international : Project Silence[8]
- Réalisation : Kim Tae-gon
- Scénario : Kim Tae-gon, Kim Yong-hwa et Park Joo-seok
- Musique : Shim Hyun-jung[1]
- Direction artistique : Han Ah-rum
- Costumes : Cho Hee-ran[1]
- Photographie : Hong Kyung-pyo[9],[10]
- Son : Choi Tae-young[1]
- Montage : Heo Sun-mi et Lee Geon-moon[1]
- Production : Kim Yong-hwa, Koo Chang-gun et Miky Lee[1]
- Coproduction : Jerry Ko, Kim Yong-hwa et Koo Chang-gun[1]
- Sociétés de production : Blaad Studios[1],[2] et CJ ENM Studios[3]
- Sociétés de distribution : CJ ENM (Corée du Sud)[8] ; KMBO (France)
- Budget : 18,5 milliards de wons[11]
- Pays de production :  Corée du Sud
- Langue originale : coréen
- Format : couleur — 2,39:1
- Genre : thriller catastrophe[2], action, fantastique, horreur
- Durée : 96 minutes
- Dates de sortie : 
  - France : 21 mai 2023[3] (festival de Cannes) ; 21 août 2024 (sortie nationale)
  - Corée du Sud : 12 juillet 2024
- Classification :
  - Corée du Sud : convient aux 15 ans et plus[12]

## Distribution
- Lee Sun-kyun : Cha Jeong-won
- Ju Ji-hoon : Joe Park, le dépanneur
- Park Ju-hyun : Sim Yoo-ra, la golfeuse
- Park Hee-von (en) : Sim Mi-ran, la manager de la golfeuse
- Kim Hee-won (en) : Dr Yang
- Moon Sung-keun : Byeong-hak, l'homme âgé
- Ye Soo-jung (en) : Soon-ok, la femme âgée
- Kim Tae-woo : Jeong Hyeon-baek, le premier ministre
- Kim Su-an : Cha Kyeong-min, la fille de Cha Jeong-won
- Ha Do-kwon (en) : le capitaine Kang
- Jang Gwang (en) : le ministre de la Défense nationale
- Choi Jung-woo (en) : le secrétaire principal
- Koo Seong-hwan (ko) : le chauffeur de bus

## Production

### Développement
Le scénario est écrit par Park Joo-seok — scénariste du Dernier train pour Busan (부산행, 2016) de Yeon Sang-ho —, en compagnie de Kim Yong-hwa et Kim Tae-gon qui, ce dernier, s'explique : « En écrivant le scénario, je voulais renouveler le genre du film catastrophe en imaginant des scènes et des situations inédites ». Toujours ce dernier, il a ajouté un monstre redoutable pour en faire une histoire originale.
Le 15 octobre 2020, la société d'effets visuels Dexter Studio annonce avoir signé un contrat de 4,4 — ou 4,9 milliards won — pour le film catastrophe provisoirement intitulé Silence (사일런스), avec la production Blaad Studios, pour une durée de 14 octobre 2020 au 14 février 2022 : « Nous étions en charge non seulement des effets visuels, mais aussi du travail de correction numérique des couleurs pour améliorer la qualité globale du film, et notre filiale Livetone était responsable de la postproduction globale en prenant charge de la technologie sonore », précise plus tard un des personnels de Dexter Studio.
En mai 2023, CJ ENM Studios coproduit le film.

### Attribution des rôles
|  |

En février 2020, Ju Ji-hoon s'est vu proposer un rôle dans le film,, aux côtés de Lee Sun-kyun dans les rôles principaux : Joe Park, le dépanneur-remorqueur, et Cha Jeong-won, l'administrateur du bureau de la sécurité nationale de la Maison-Bleue,. En fin août, Park Ju-hyun confirme son rôle principal dans ce film. Fin septembre, Kim Hee-won, Moon Sung-keun, Ye Soo-jung, Kim Tae-woo, Park Hee-von et Kim Su-an complètent la distribution,.

### Tournage

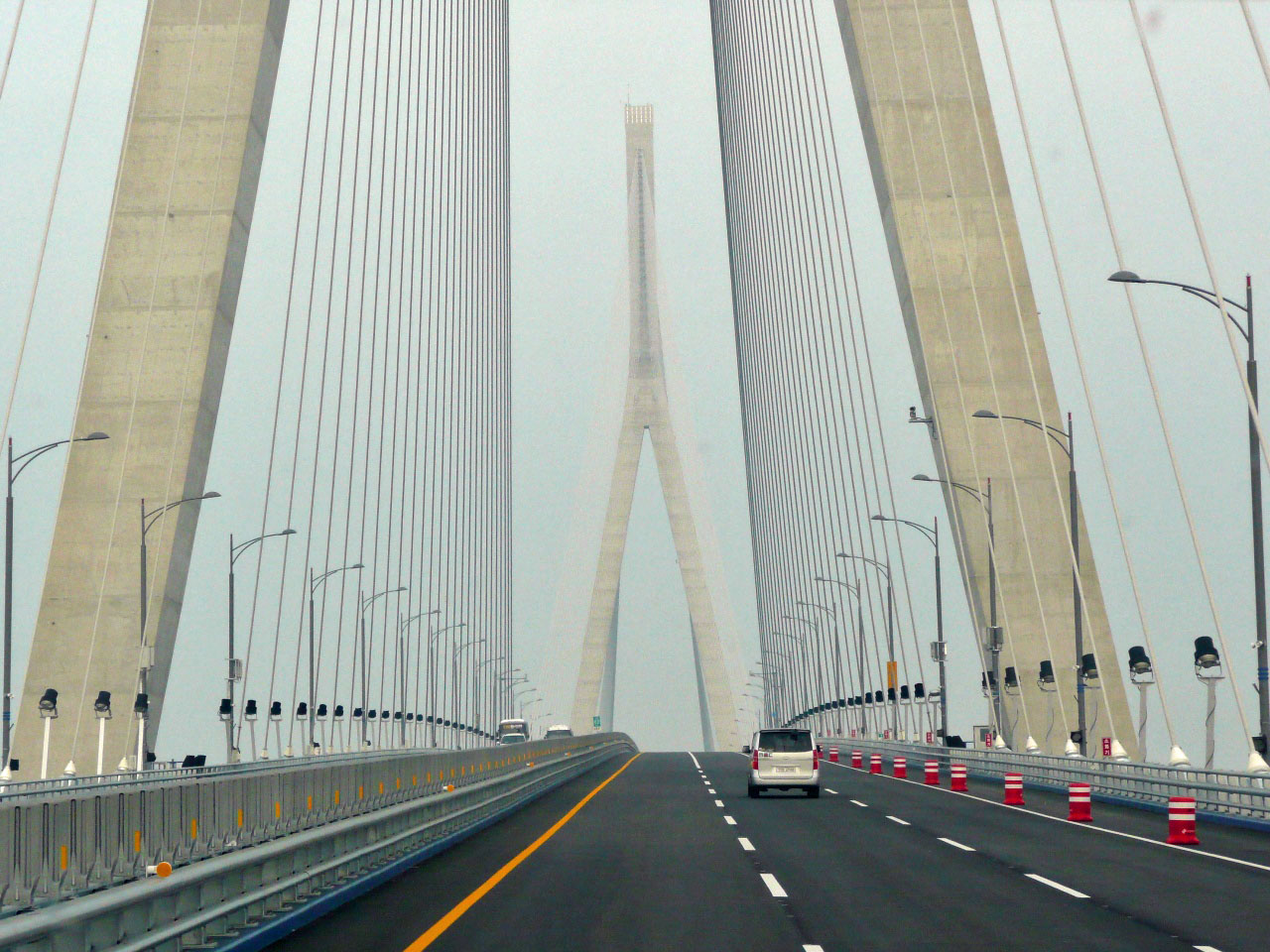
Sur le pont d'Incheon.

Le tournage débute le 8 octobre 2020,. Il a lieu sur le long de 200 m du pont d'Incheon avec  plus de 300 automobiles et au Dexter Studio pour reconstruire une route sur le plateau de 4 300 m2, en ajoutant de l'asphalte sur le sol afin de ressembler à un véritable chantier de construction sur le pont. Il prend fin le 11 juin 2021.
Le directeur de la photographie, Hong Kyung-pyo, a filmé à l’épaule 90 % des scènes des attaques furtives des chiens et des déplacements des personnages pour faire ressentir « l'évolution de la situation et des émotions traversées par les personnages ».

### Musique
La musique du film est composée par Shim Hyun-jung.

## Accueil

### Festival et sorties
Le 24 avril 2023, CJ ENM annonce que le film est sélectionné, hors compétition, dans la section « Séances de minuit » au festival de Cannes 2023 au Grand Auditorium Louis Lumière,, où il projette le 21 mai à minuit et demi. Des applaudissements surgissent pendant le générique fin, puis des acclamations et une ovation debout se poursuivent durant quatre minutes, devant les acteurs principaux et le réalisateur.
Ce film devrait sortir dans la même année en Corée du Sud. Le 23 octobre, la projection mondiale est mise en attente en raison du scandale de la drogue illégale de l'acteur Lee Sun-kyun,, avant son suicide survenu au matin du 27 décembre,.
Fin mars 2024, CJ ENM déclare discuter de la date de sortie. Mi-juin, la date est finalement confirmée le 12 juillet 2024, révélant l'affiche du film et sa bande-annonce.
En France, il a pour date le 21 août 2024, et distribué par la société KMBO.

### Accueil critique
En France, le site Allociné mentionne une moyenne de 2,7⁄5, d'après l'interprétation de 18 critiques de presse.
Côtés positifs pour Rolling Stone, le film semble être « alambiqué sur le papier, le scénario laisse parler son originalité au profit d’une mise en scène redoutable d’efficacité » et, pour Le Journal du dimanche, il « est surtout là pour nous divertir en adoptant la forme du film catastrophe où règnent le chaos et la panique », mais Le Monde assure qu'« entre le film catastrophe, la dénonciation politique, le film d’horreur et la science-fiction, Project Silence décide de ne pas choisir, mais de s’inventer plutôt une forme extatique dont on se dit que le cinéma hollywoodien a perdu le secret. ».
Côtés négatifs pour Télérama, il est « un brin bancal semble toujours hésiter entre cinéma catastrophe (registre ici maîtrisé) et science-fiction basse du front (l’intrigue comme les effets spéciaux demeurent à la traîne) », et, le pire, pour Le Dauphiné libéré, « c'est dans les brumes de l’ennui que s’enfonce le spectateur. ».

### Box-office

#### Corée du Sud
Au premier jour de sa sortie, à 15 h, en Corée du Sud, 84 539 places (soit 17,3 %) sont déjà réservées à l'avance. À l'heure des premières projections, 100 184 spectateurs (30,6 %) ont assisté au film, avec un cumul de 106 047. En trois jours, selon le Conseil du film coréen, le film a attiré 349 723 spectateurs, se classant deuxième au box-office global et premier au box-office.

#### France
Le premier jour en France, le film attire 2 912 entrées, dont 206 en avant-première, et se trouve en sixième position,. En une semaine, il cumule 18 669 entrées pour 133 copies. La deuxième semaine, il compte 4 861 entrées, pour un total de 23 530 entrées.

## Distinction

### Nomination et sélection
- Festival de Cannes 2023 : section « Séances de minuit », hors compétition[44],[45]